# Ismail Gasprinski

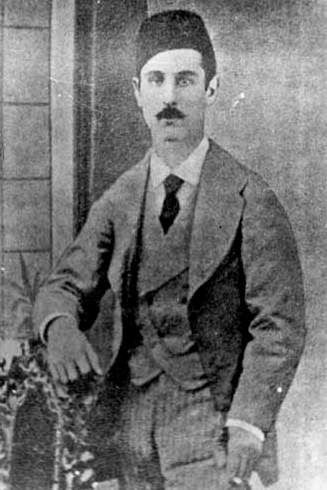
İsmail Gasprinski (Gaspıralı)

Ismail Gasprinski, ook bekend als İsmail Gaspıralı (Krim-Tataars: اسماعیل بك غصپرینسکی, İsmail bey Gaspıralı; Russisch: Исмаи́л Гаспри́нский) (20 maart 1851 – 24 september 1914) was een Krim-Tataars intellectueel, panturkistisch ideoloog, en een prominent figuur binnen het jadidisme.
Een van zijn bijdragen aan het panturkisme, was het ontwerpen van een gemeenschappelijke Turkse taal.
- Bibliothèque nationale de France: cb10353027g (data)
- Gemeinsame Normdatei: 119203049
- International Standard Name Identifier: 0000 0000 8365 9660
- Library of Congress Control Number: n86009352
- Nationale Bibliotheek van Israël: 987007580114005171
- Nationale Bibliotheek van Polen: a0000001184506
- Nederlandse Thesaurus van Auteursnamen: 215150902
- Système universitaire de documentation: 128811978
- TDVİA: gaspirali-ismail-bey
- Virtual International Authority File: 25407541
- WorldCat: E39PBJx4q4PB4GxY998g8mymVC